# Cacá Ottoni
Carolina Ottoni (Rio de Janeiro, 13 de julho de 1991), mais conhecida como Cacá Ottoni, é uma atriz brasileira.

## Biografia

### Primeiros anos e formação acadêmica
Carolina nasceu na cidade do Rio de Janeiro, mudando-se para Nova Friburgo, aos dois anos e residiu na cidade do interior até os quatro, quando retornou ao Rio. Teve uma segunda fase vivendo na cidade, dos treze aos dezessete anos. Na cidade, teve o primeiro contato com o teatro.
Na capital fluminense, formou-se no curso de artes cênica da Universidade Federal do Estado do Rio de Janeiro (UNIRIO).

### Carreira
Iniciou sua carreira na televisão trabalhando na TV Globo, na vigésima temporada da novela Malhação, onde interpretou a estudante Morgana. No ano de 2015, interpretou a personagem Jussara, na série Santo Forte, exibida pela AXN Brasil.
Em 2016, participou do episódio piloto da primeira temporada da série 3% produzida pela Netflix. Também nesse ano realizou sua estreia no cinema com o longa Canastra Suja de Caio Sóh, onde interpretou uma personagem com autismo.
No ano de 2018, mudou-se para a TV Record, onde participou na telenovela Jesus. Realizou no mesmo ano seu segundo filme, ao participar da produção independente Os Caubóis do Apocalipse. Na novela Amor de Mãe, que estreou em 2019, Cacá retornou a TV Globo para interpretar a estudante Joana. A novela foi impactada pela Pandemia de COVID-19 no Brasil, sendo pausada e retornada em 2021.
Integrou o elenco do filme O Auto da Boa Mentira de José Eduardo Belmonte, lançado em 2022, onde viveu a estagiária Lorena. No mesmo ano viveu Lucila Fernandes na quinta temporada do seriado Sob Pressão. Em 2023, trabalhou na série Vizinhos, exibida pela emissora de televisão à cabo, Canal Brasil.
Na segunda versão da novela Vale Tudo da TV Globo, Cacá interpretou Marieta, interpretada na versão original por Rita Malot. A secretária Marieta, teve uma nova característica no roteiro escrito por Manuela Dias, ao incluir a assexualidade no roteiro da personagem.

## Filmografia

### Televisão
| Ano       | Trabalho    | Personagem         | Nota(s)         | Ref.   |
| --------- | ----------- | ------------------ | --------------- | ------ |
| 2012      | Malhação    | Morgana            |                 | [ 23 ] |
| 2015      | Santo Forte | Jussara            | 5 episódios     | [ 24 ] |
| 2016      | 3%          | Carolina Guimarães | Episódio piloto | [ 25 ] |
| 2018      | Jesus       | Diana              |                 | [ 26 ] |
| 2019–2021 | Amor de Mãe | Joana              |                 | [ 27 ] |
| 2022      | Sob Pressão | Lucila Fernandes   |                 | [ 28 ] |
| 2023      | Vizinhos    |                    |                 | [ 29 ] |
| 2025      | Vale Tudo   | Marieta            |                 | [ 30 ] |

### Cinema
| Ano  | Filme                    | Personagem     | Nota(s)        | Ref.   |
| ---- | ------------------------ | -------------- | -------------- | ------ |
| 2016 | Canastra Suja            | Rita (Ritinha) |                | [ 31 ] |
| 2018 | Os Caubóis do Apocalipse | Nanda          |                | [ 32 ] |
| 2022 | O Auto da Boa Mentira    | Lorena         |                | [ 33 ] |
| 2024 | Atentado ao Monegasco    |                | Curta-metragem | [ 34 ] |

## Vida pessoal
Cacá é casada com o produtor Lucas Rossi. O casal tem uma filha.